# Danh sách đề cử và giải thưởng của Hồ Hạnh Nhi
Hồ Hạnh Nhi là một nữ diễn viên truyền hình - diễn viên điện ảnh, diễn viên kịch nói, ca sĩ, người mẫu, người mẫu ảnh kiêm nhà kinh doanh nổi tiếng người Hồng Kông. Hồ Hạnh Nhi có tên tiếng Anh là Myolie Wu (sinh ngày 06 tháng 11 năm 1979 tại Ngau Tau Kok, Hồng Kông thuộc Anh) là một nữ diễn viên truyền hình - diễn viên điện ảnh, diễn viên kịch nói, ca sĩ, người mẫu, người mẫu ảnh kiêm nhà kinh doanh nổi tiếng người Hồng Kông.

## Giải thưởng

### Asian Idol Awards Ceremony
| Năm  | Hạng Mục                                               | Tác Phẩm Đề Cử | Kết Quả   | Chú Thích |
| ---- | ------------------------------------------------------ | -------------- | --------- | --------- |
| 2012 | Nữ diễn viên chính xuất sắc nhất Hong Kong và Đài Loan |                | Đoạt giải |           |

### Asian Television Awards
| Lần | Năm  | Hạng Mục                       | Tác Phẩm Đề Cử | Kết Quả   | Chú Thích |
| --- | ---- | ------------------------------ | -------------- | --------- | --------- |
| 12  | 2007 | Nữ diễn viên hài xuất sắc nhất |                | Đoạt giải |           |

### Century Sakura Customer Awards Ceremony
| Năm  | Hạng Mục                     | Tác Phẩm Đề Cử | Kết Quả   | Chú Thích |
| ---- | ---------------------------- | -------------- | --------- | --------- |
| 2009 | Fashion Glamor Female Artist |                | Đoạt giải |           |

### Chik Chak 903 Music Award
| Năm  | Hạng Mục              | Tác Phẩm Đề Cử | Kết Quả  | Chú Thích |
| ---- | --------------------- | -------------- | -------- | --------- |
| 2008 | Nữ ca sĩ mạnh mẽ nhất |                | Giải bạc |           |

### China Urban Fashion Festival
| Năm  | Hạng Mục                                                | Tác Phẩm Đề Cử | Kết Quả   | Chú Thích |
| ---- | ------------------------------------------------------- | -------------- | --------- | --------- |
| 2014 | The Most Valuable Female Film and TV Artist Of The Year |                | Đoạt giải |           |

### China Fashion Carnival
| Năm  | Hạng Mục                    | Tác Phẩm Đề Cử | Kết Quả   | Chú Thích |
| ---- | --------------------------- | -------------- | --------- | --------- |
| 2008 | Nghệ sĩ hợp thời trang nhất |                | Đoạt giải |           |

### Chinese American Film Festival
| Lần | Năm  | Hạng Mục                                            | Tác Phẩm Đề Cử           | Kết Quả   | Chú Thích |
| --- | ---- | --------------------------------------------------- | ------------------------ | --------- | --------- |
| 12  | 2016 | Best Actress In A Leading Role of Chinese TV Series | My Step Father Is A Hero | Đoạt giải |           |
| 17  | 2021 | Nữ diễn viên truyền hình xuất sắc nhất              | Cha dượng                | Đoạt giải | [ 2 ]     |

### Chinese Music Media Award
| Lần | Năm  | Hạng Mục                  | Tác Phẩm Đề Cử | Kết Quả   | Chú Thích |
| --- | ---- | ------------------------- | -------------- | --------- | --------- |
| 9   | 2009 | Nữ ca sĩ mới mạnh mẽ nhất |                | Đoạt giải |           |

### Golden TVS Awards From South China
| Năm  | Hạng Mục                                             | Tác Phẩm Đề Cử | Kết Quả   | Chú Thích |
| ---- | ---------------------------------------------------- | -------------- | --------- | --------- |
| 2005 | Nữ diễn viên nói tiếng Cantonese được yêu thích nhất |                | Đoạt giải |           |

### Hoa Đỉnh
| Năm  | Hạng Mục                              | Tác Phẩm Đề Cử | Kết Quả   | Chú Thích |
| ---- | ------------------------------------- | -------------- | --------- | --------- |
| 2012 | Nữ diễn viên Trung Quốc xuất sắc nhất |                | Đoạt giải | [ 3 ]     |

### Entertainment Weekly
| Năm  | Hạng Mục            | Tác Phẩm Đề Cử | Kết Quả   | Chú Thích |
| ---- | ------------------- | -------------- | --------- | --------- |
| 2003 | Nữ nghệ sĩ phổ biến |                | Đoạt giải |           |

### Esquire Awards Ceremony
| Lần | Năm  | Hạng Mục               | Tác Phẩm Đề Cử | Kết Quả   | Chú Thích |
| --- | ---- | ---------------------- | -------------- | --------- | --------- |
| 17  | 2020 | Annual Quality Artists |                | Đoạt giải |           |

### I-Weekly Magazine, Singapore
| Năm  | Hạng Mục                    | Tác Phẩm Đề Cử | Kết Quả   | Chú Thích |
| ---- | --------------------------- | -------------- | --------- | --------- |
| 2008 | Top 10 nữ nghệ sĩ Hong Kong |                | 2nd place |           |

### IFPI Awards
| Năm  | Hạng Mục                              | Tác Phẩm Đề Cử | Kết Quả   | Chú Thích |
| ---- | ------------------------------------- | -------------- | --------- | --------- |
| 2008 | Nữ ca sĩ có lượng album bán chạy nhất |                | Đoạt giải |           |
| 2009 | Female Newcomer                       |                | Đoạt giải |           |

### Jade Solid Gold
| Năm  | Hạng Mục                        | Tác Phẩm Đề Cử                        | Kết Quả   | Chú Thích           |
| ---- | ------------------------------- | ------------------------------------- | --------- | ------------------- |
| 2008 | Ca sĩ mới xuất sắc              |                                       | Đoạt giải |                     |
| 2008 | Màn song ca được yêu thích nhất | "The Most difficult Day"/"最難過今天" | Giải đồng | Cùng Trương Trí Lâm |
| 2009 | Màn song ca được yêu thích nhất |                                       | Giải bạc  |                     |

### LETV Entertainment Awards
| Lần | Năm  | Hạng Mục                             | Tác Phẩm Đề Cử | Kết Quả   | Chú Thích |
| --- | ---- | ------------------------------------ | -------------- | --------- | --------- |
| 2   | 2012 | Nữ diễn viên Hồng Kông xuất sắc nhất |                | Đoạt giải |           |

### Next Magazine TV

#### Next TV Magazine
| Năm  | Hạng Mục                   | Tác Phẩm Đề Cử | Kết Quả   | Chú Thích |
| ---- | -------------------------- | -------------- | --------- | --------- |
| 2003 | Nụ cười đẹp nhất           |                | Đoạt giải |           |
| 2005 | Ferti "Style & Chic" Award |                | Đoạt giải |           |

#### Next Magazine TV Artists Awards
| Năm  | Hạng Mục                                       | Tác Phẩm Đề Cử       | Kết Quả    | Chú Thích |
| ---- | ---------------------------------------------- | -------------------- | ---------- | --------- |
| 2006 | Top 10 nghệ sĩ được yêu thích                  |                      | 7th place  |           |
| 2007 | Top 10 nghệ sĩ được yêu thích                  |                      | 3rd place  |           |
| 2008 | Top 10 nghệ sĩ được yêu thích                  |                      | 4th place  |           |
| 2008 | Top 10 chương trình truyền hình được yêu thích | Mẹ chồng khó tính II | 2nd place  |           |
| 2008 | Top 10 chương trình truyền hình được yêu thích | Vòng xoay cuộc đời   | 3rd place  |           |
| 2009 | Top 10 nghệ sĩ được yêu thích                  |                      | 10th place |           |
| 2009 | Top 10 chương trình truyền hình được yêu thích | Vũ động kỳ tích 2    | 7th place  |           |
| 2012 | Top 10 nghệ sĩ được yêu thích                  |                      | 3rd place  |           |
| 2013 | Top 10 nghệ sĩ được yêu thích                  |                      | 5th place  |           |

#### NEXT Magazine MOISELLE Elegant Fashion
| Năm  | Hạng Mục              | Tác Phẩm Đề Cử | Kết Quả   | Chú Thích |
| ---- | --------------------- | -------------- | --------- | --------- |
| 2012 | Nữ nghệ sĩ thời trang |                | Đoạt giải |           |

### Prince Jewelery & Watch Elite Award
| Lần | Năm  | Hạng Mục | Tác Phẩm Đề Cử | Kết Quả   | Chú Thích |
| --- | ---- | -------- | -------------- | --------- | --------- |
| 3   | 2012 | TV Elite |                | Đoạt giải |           |

### RTHK Awards
| Năm  | Hạng Mục                   | Tác Phẩm Đề Cử | Kết Quả   | Chú Thích |
| ---- | -------------------------- | -------------- | --------- | --------- |
| 2008 | Newcomer Merit Award       |                | Đoạt giải |           |
| 2012 | Nữ diễn viên xuất sắc nhất |                | Đoạt giải |           |

### SINA Music Awards
| Năm  | Hạng Mục                    | Tác Phẩm Đề Cử | Kết Quả   | Chú Thích |
| ---- | --------------------------- | -------------- | --------- | --------- |
| 2008 | Nữ ca sĩ mới được yêu thích |                | Đoạt giải |           |

### SINA Weibo Star Awards Ceremony
| Năm  | Hạng Mục                 | Tác Phẩm Đề Cử | Kết Quả   | Chú Thích |
| ---- | ------------------------ | -------------- | --------- | --------- |
| 2017 | Weibo Popularity Star II |                | Đoạt giải |           |

### Smiling Together & Lifting our Spirits Function
| Năm  | Hạng Mục         | Tác Phẩm Đề Cử | Kết Quả   | Chú Thích |
| ---- | ---------------- | -------------- | --------- | --------- |
| 2005 | Nụ cười đẹp nhất |                | Đoạt giải |           |

### TVB

#### StarHub TVB Awards
| Năm  | Hạng Mục                                   | Tác Phẩm Đề Cử      | Kết Quả   | Chú Thích           |
| ---- | ------------------------------------------ | ------------------- | --------- | ------------------- |
| 2011 | Nữ nhân vật truyền hình TVB được yêu thích | Ván bài gia nghiệp  | Đoạt giải |                     |
| 2011 | Phản ứng hóa học xuất sắc nhất             | Ván bài gia nghiệp  | Đoạt giải | Cùng Trương Trí Lâm |
| 2012 | Nữ diễn viên TVB được yêu thích nhất       | Toà án lương tâm    | Đoạt giải |                     |
| 2012 | Nữ nhân vật truyền hình TVB được yêu thích | Toà án lương tâm    | Đoạt giải |                     |
| 2013 | Nhân vật truyền hình được yêu thích nhất   | Bao la vùng trời II | Đoạt giải |                     |

#### TVB Anniversary Awards
| Lần | Năm  | Hạng Mục                         | Tác Phẩm Đề Cử      | Kết Quả   | Chú Thích |
| --- | ---- | -------------------------------- | ------------------- | --------- | --------- |
| 35  | 2002 | Nữ diễn viên tiến bộ nhất        | Bước ngoặt cuộc đòi | Đoạt giải |           |
| 38  | 2005 | Nữ diễn viên chính xuất sắc nhất | Mẹ chồng khó tính   | Đề cử     |           |
| 39  | 2006 | Nữ diễn viên chính xuất sắc nhất | Trên cả tình yêu    | Đề cử     | [ 4 ]     |
| 39  | 2006 | Nữ nhân vật được yêu thích nhất  | Trên cả tình yêu    | Đề cử     |           |
| 41  | 2008 | Nữ nghệ sĩ hợp thời trang nhất   |                     | Đoạt giải | [ 5 ]     |
| 44  | 2011 | Nữ diễn viên chính xuất sắc nhất | Vạn phụng chi vương | Đoạt giải | [ 6 ]     |
| 44  | 2011 | Nữ nhân vật được yêu thích nhất  | Toà án lương tâm    | Đoạt giải |           |
| 44  | 2011 | Nữ diễn viên thanh lịch nhất     |                     | Đoạt giải |           |
| 45  | 2012 | Nữ nhân vật được yêu thích nhất  | Tóa án lương tâm 2  | Đề cử     |           |
| 46  | 2013 | Nữ nhân vật được yêu thích nhất  | Bao la vùng trời II | Đề cử     | [ 7 ]     |

#### TVB Children's Songs Award
| Năm  | Hạng Mục             | Tác Phẩm Đề Cử | Kết Quả   | Chú Thích          |
| ---- | -------------------- | -------------- | --------- | ------------------ |
| 2007 | Màn song ca hay nhất |                | Đoạt giải | Cùng Liêu Bích Nhi |

#### TVB Star Awards Malaysia
| Năm  | Hạng Mục                                 | Tác Phẩm Đề Cử       | Kết Quả   | Chú Thích             |
| ---- | ---------------------------------------- | -------------------- | --------- | --------------------- |
| 2005 | Nữ diễn viên chính được yêu thích nhất   | Dreams Of Coulors    | Đề cử     |                       |
| 2005 | Nhân vật được yêu thích                  | Dreams Of Coulors    | Đoạt giải |                       |
| 2006 | Nữ diễn viên chính được yêu thích nhất   | Mẹ chồng khó tính    | Đoạt giải |                       |
| 2006 | Nhân vật được yêu thích                  | Mẹ chồng khó tính    | Đoạt giải |                       |
| 2006 | Cặp đôi màn ảnh được yêu thích nhất      | Mẹ chồng khó tính    | Đề cử     | Cùng Huỳnh Tông Trạch |
| 2006 | Nhân vật có tạo hình được yêu thích nhất | Mẹ chồng khó tính    | Đề cử     |                       |
| 2007 | Nữ diễn viên chính được yêu thích nhất   | Loạn thế giai nhân   | Đề cử     |                       |
| 2007 | Nhân vật được yêu thích nhất             | Loạn thế giai nhân   | Đoạt giải |                       |
| 2007 | Nhạc phim được yêu thích nhất            | "May phúc"           | Đề cử     |                       |
| 2008 | Nhân vật được yêu thích nhất             | Trên cả tình yêu     | Đoạt giải |                       |
| 2008 | Nhân vật có tạo hình được yêu thích nhất | Trên cả tình yêu     | Đoạt giải |                       |
| 2009 | Nhân vật được yêu thích nhất             | Mẹ chồng khó tính II | Đoạt giải |                       |
| 2010 | Nữ diễn viên chính được yêu thích nhất   | Bản sao              | Đề cử     |                       |
| 2011 | Nữ diễn viên chính được yêu thích nhất   | Tòa án lương tâm     | Đoạt giải |                       |
| 2011 | Nhân vật được yêu thích nhất             | Vạn phụng chi vương  | Đoạt giải |                       |
| 2011 | Cặp đôi màn ảnh được yêu thích nhất      | Tòa án lương tâm     | Đề cử     | Cùng Trịnh Gia Dĩnh   |
| 2011 | Cặp đôi màn ảnh được yêu thích nhất      | Ván bài gia nghiệp   | Đề cử     | Cùng Trương Trí Lâm   |
| 2012 | Nữ diễn viên chính được yêu thích nhất   | Tóa án lương tâm 2   | Đề cử     |                       |
| 2012 | Nhân vật được yêu thích nhất             | Tóa án lương tâm 2   | Đoạt giải | [ 8 ]                 |
| 2012 | Cặp đôi màn ảnh được yêu thích nhất      | Tóa án lương tâm 2   | Đề cử     |                       |
| 2013 | Nữ diễn viên chính được yêu thích nhất   | Bao la vùng trời II  | Đề cử     |                       |
| 2013 | Nhân vật được yêu thích nhất             | Bao la vùng trời II  | Đoạt giải |                       |
| 2013 | Cặp đôi màn ảnh được yêu thích nhất      | Bao la vùng trời II  | Đề cử     | Cùng Ngô Trác Hy      |

#### TVB Top 10 On Screen Couple Election
| Năm  | Hạng Mục                            | Tác Phẩm Đề Cử | Kết Quả   | Chú Thích             |
| ---- | ----------------------------------- | -------------- | --------- | --------------------- |
| 2012 | Cặp đôi màn bạc được yêu thích nhất |                | Đoạt giải | Cùng Huỳnh Tông Trạch |

#### TVB Popularity Awards
| Năm  | Hạng Mục                       | Tác Phẩm Đề Cử | Kết Quả   | Chú Thích             |
| ---- | ------------------------------ | -------------- | --------- | --------------------- |
| 2006 | Cặp đôi màn bạc phổ biến nhất  |                | Đoạt giải | Cùng Huỳnh Tông Trạch |
| 2006 | Top 10 nhân vật được yêu thích |                | Đoạt giải |                       |

#### TVB Weekly
| Năm  | Hạng Mục                    | Tác Phẩm Đề Cử | Kết Quả   | Chú Thích |
| ---- | --------------------------- | -------------- | --------- | --------- |
| 2005 | Nữ thần tượng phổ biến nhất |                | Đoạt giải |           |

### Vancouver Chinese Film Festival
| Lần | Năm  | Hạng Mục                   | Tác Phẩm Đề Cử | Kết Quả   | Chú Thích |
| --- | ---- | -------------------------- | -------------- | --------- | --------- |
| 7   | 2019 | Nữ diễn viên xuất sắc nhất |                | Đoạt giải |           |

### Yahoo Award

#### Yahoo Buzz!Award
| Năm  | Hạng Mục                                    | Tác Phẩm Đề Cử | Kết Quả   | Chú Thích |
| ---- | ------------------------------------------- | -------------- | --------- | --------- |
| 2005 | Nữ diễn viên được tìm kiếm nhiều nhất Yahoo |                | Đoạt giải |           |
| 2007 | Được tìm kiếm nhiều nhất                    |                | Đoạt giải |           |

#### Yahoo! Asia Buzz Awards
| Năm  | Hạng Mục                              | Tác Phẩm Đề Cử | Kết Quả   | Chú Thích |
| ---- | ------------------------------------- | -------------- | --------- | --------- |
| 2011 | Nữ diễn viên được tìm kiếm nhiều nhất |                | Đoạt giải |           |

### Young Choice Awards
| Năm  | Hạng Mục                                                   | Tác Phẩm Đề Cử | Kết Quả   | Chú Thích |
| ---- | ---------------------------------------------------------- | -------------- | --------- | --------- |
| 2013 | Nữ diễn viễn được yêu thích nhất tại Hong Kong và Đài Loan |                | Đoạt giải |           |

## Giải thưởng khác
| Năm                          | Giải Thưởng                             | Hạng Mục                                    | Kết Quả      | Chú Thích           |
| Metro Awards                 | Metro Awards                            | Metro Awards                                | Metro Awards | Metro Awards        |
| ---------------------------- | --------------------------------------- | ------------------------------------------- | ------------ | ------------------- |
| 2006                         | Metro Showbiz Television Awards         | Top 12 nghệ sĩ phổ biến nhất                | Đoạt giải    |                     |
| 2008                         | Metro Hits Award                        | Female Newcomer                             | Đoạt giải    |                     |
| 2009                         | Metro Radio                             | Màn song ca được yêu thích nhất             | Đoạt giải    | Cùng Trương Trí Lâm |
| Jessica Code Magazine Awards |                                         |                                             |              |                     |
| 2009                         | Most Stylish Cover Award                |                                             | Đoạt giải    |                     |
| 2014                         | Edgy Icon Award                         |                                             | Đoạt giải    |                     |
| Music Pioneer Awards         |                                         |                                             |              |                     |
| 2009                         | Music Pioneer Award                     | Most Outstanding Movies & Television Singer | Đoạt giải    |                     |
| 2009                         | Music Pioneer List Award                | Most Popular Duet Gold Song                 | Đoạt giải    | Cùng Trương Trí Lâm |
| Other Awards                 |                                         |                                             |              |                     |
| 2003                         | Weekly Lần Thứ 3                        | Nữ nghệ sĩ phổ biến                         | Đoạt giải    |                     |
| 2008                         | 3D-Gold Charismatic Actress Award       | Nữ diễn viên thu hút nhất                   | Đoạt giải    |                     |
| 2008                         | Quality Life Award                      |                                             | Đoạt giải    |                     |
| 2008                         | Outstanding Charitable Artiste Award    |                                             | Đoạt giải    |                     |
| 2008                         | Hội Phát Triển Thương Nghiệp Hong Kong  | Nữ diễn viên Hong Kong phổ biến nhất        | Đoạt giải    |                     |
| 2009                         | Neway Music Awards                      |                                             | Đoạt giải    |                     |
| 2009                         | Top 10 Mandarin Music Awards Lần Thứ 31 | Ca sĩ mới triển vọng                        | Đoạt giải    |                     |
| 2016                         | BJTV Crossover Singer Season 1          |                                             | 13th place   | [ 9 ]               |
| 2016                         | Onlylady Beauty Queen Award Ceremony    | The Most Popular Beauty Queen Of The Year   | Đoạt giải    |                     |
| 2018                         | TV Drama Quality Ceremony               | Annual Impact Drama Stars                   | Đoạt giải    |                     |
| 2020                         | Everybody Stand By Season 2             | Diễn viên xuất sắc nhất                     | Đoạt giải    |                     |
| 2020                         | Southern People Weekly                  | Charismatic Person of the Year Top 12       | Đoạt giải    |                     |

### Giải thưởng khác
- Miss Hong Kong 1999 - Á Hậu 2 và giải "Năng động"
- 9+2音樂先鋒榜2008 Female Newcomer Award
- 9+2音樂先鋒榜2008 Best Actor-Singer Award
- Top 10 character with impressive style in the world's greatest catwalk 2012 in Hong Kong
- 2012 Forbes China Celebrity 100 Comprehensive Ranking: 69th,Revenue Ranking: 78th
- 2013 Forbes China Celebrity 100 Comprehensive Ranking: 82th,Revenue Ranking: 83th
- 2014 "Fashion Chi" "Love is the Most Beautiful Fashion" Star Ceremony – Star Fashion Idol
- Oriental Press Group Internet users choose East 2015 – Public Opinion TV Queen Rank no. 10th